# Ulrich Haas
Ulrich Haas (* 29. Oktober 1964 in Sorengo, Schweiz) ist ein deutscher Rechtswissenschaftler und Hochschullehrer.

## Leben
Haas besuchte die Europäische Schulen in Varese und Luxemburg. Er studierte zunächst Wirtschaftswissenschaften und Informatik in den Vereinigten Staaten von Amerika, dann ab 1983 Rechtswissenschaften an der Universität Lausanne und in Regensburg. Im Juli 1988 absolvierte Haas das Erste Juristische Staatsexamen an der Universität Regensburg. Im Jahre 1990 erfolgte die Promotion zum Dr. iur. mit der Arbeit Die Anerkennung und Vollstreckung ausländischer und internationaler Schiedssprüche, 1992 das Zweite Juristische Staatsexamen. Haas war zunächst Wissenschaftlicher Assistent an der Universität Regensburg bei Peter Gottwald. Im Juli 1996 folgte die Habilitation mit der Arbeit Geschäftsführerhaftung und Gläubigerschutz – unternehmerische Verhaltenspflichten des GmbH-Geschäftsführers zum Schutz Dritter.
Von 1996 bis 1997 hatte Haas eine Lehrstuhlvertretung an der Martin-Luther-Universität Halle-Wittenberg inne. 1997 wurde Haas dort auf den Lehrstuhl für Bürgerliches Recht, Zivilprozessrecht und Handelsrecht berufen. Im April 2001 wechselte Haas, auch auf Grund seiner Tätigkeit als Leiter der Gemeinsamen Dopingkommission von DSB und NOK, als Universitätsprofessor an die Johannes Gutenberg-Universität Mainz.
Im August 2007 wurde Haas zum ordentlichen Professor an der Universität Zürich ernannt, wo er ab dem Herbst 2007 auch doziert. Haas ist Mitglied der Zivilrechtslehrervereinigung.
Im April 2011 haben der spanische Radprofi Alberto Contador und der spanische Radsportverband (RFEC) Ulrich Haas als Richter vor dem internationalen Sportgerichtshof (CAS) nominiert. Das löste in Radsportkreisen Verwunderung aus, da Haas dem CAS-Richtergremium angehörte, das am 31. Mai 2010 die zweijährige Dopingsperre für Alejandro Valverde bestätigt hatte.
Zwischen Januar 2014 und Februar 2015 war Haas Mitglied der Cycling Independent Reform Commission, die im Auftrag des Weltradsportverbands Union Cycliste Internationale dessen Verwicklungen in das Dopingskandale im Radsport untersuchte und Empfehlungen für die weitere Dopingbekämpfung gab.

## Arbeitsschwerpunkte
Zu Haas Fachbereichen zählen Insolvenz- und Verfahrensrecht, Erbrecht, Gesellschaftsrecht und Sportrecht. Seit 2002 ist er Schiedsrichter beim Court of Arbitration for Sport in Lausanne (CAS) tätig, außerdem beim Deutschen Sportschiedsgericht der Deutschen Institution für Schiedsgerichtsbarkeit in Köln und beim Basketball Arbitration Tribunal (BAT) in Genf.

## Publikationen (Auswahl)
- Die Anerkennung und Vollstreckung ausländischer und internationaler Schiedssprüche. Berlin 1991: Duncker und Humblot. ISBN 3-428-07197-2.
- Geschäftsführerhaftung und Gläubigerschutz: unternehmerische Verhaltenspflichten des GmbH-Geschäftsführers zum Schutz Dritter. München 1997: Beck.
- Kapitalaufbringung und -erhaltung in der GmbH (mit Herbert Sernetz). Köln 2003: RWS-Verlag. ISBN 3-8145-0329-5.
- Sport: das Buch zur Fernsehserie ARD-Ratgeber Recht (mit Dirk-Reiner Martens). München 2004: Deutscher Taschenbuch-Verlag. ISBN 3-423-58055-0.
- Die rechtlichen und organisatorischen Grundlagen der Dopingbekämpfung in der Bundesrepublik Deutschland. Baden-Baden 2004: Nomos-Verlags-Gesellschaft. ISBN 3-8329-0435-2.
- Reform des gesellschaftsrechtlichen Gläubigerschutzes: Gutachten E für den 66. Deutschen Juristentag. München 2006: Beck. ISBN 3-406-54732-X.
- Sportrecht : eine Einführung in die Praxis (mit Dirk-Reiner Martens). Stuttgart 2011: Boorberg. ISBN 978-3-415-04735-8.